# Un taxi à Pékin
Pour plus de détails, voir Fiche technique et Distribution.
Un taxi à Pékin (夏日暖样样, Xiari nuan yangyang) est un film chinois réalisé par Ning Ying, sorti en 2000.

## Synopsis
Dans un bureau de conciliation avant divorce, une employée enregistre la volonté de Feng De et de sa femme de se séparer. 
Feng De reprend son travail de chauffeur de taxi. C’est un métier en pleine mutation, mais malgré toutes les difficultés rencontrées, il convient très bien à cet homme désormais libre qui peut rencontrer beaucoup de femmes…
En suivant le taxi de Feng De, on découvre Beijing, protagoniste muet du film, dont les transformations semblent échapper au contrôle humain, écraser les individus pour devenir une ville étrangère et indifférente.

## Fiche technique
- Titre : Un taxi à Pékin
- Titre original : 夏日暖样样, Xiari nuan yangyang
- Réalisation : Ning Ying
- Scénario : Ning Dai et Ning Ying
- Images : Gao Fei
- Son : Chao Jun et Song Qin
- Décor : Ning Wei
- Musique : Zhu Xiaomin
- Montage : Ning Ying
- Production : Han Sanping (en), Wang Zhonglei et Ning Ying pour Hapy Village Ltd., Huayi Brothers Ltd. et Beijing Film Studio
- Pays d'origine :  Chine
- Format : Couleurs - 1,85:1 - son Dolby SR numérique - 35 mm
- Genre : drame
- Durée : 80 minutes
- Date de sortie : 
  - 15 février 2001 au festival de Berlin en  Allemagne
  - 30 janvier 2002 en  France

## Distribution
- Yu Lei : Feng De, dit Dezi, le chauffeur de taxi
- Zuo Baitao : Lin Fang
- Tao Hong : Zhao Yuan, l’intello
- Gai Yi : Xiao Xue, la serveuse
- Liu Miao : fille au Maxim’s
- Qiu Li : fille du bar Karaoke

## Distinctions
- (en) Récompenses pour Un taxi à Pékin sur l’Internet Movie Database